# 日吉 (滋賀県の企業)
株式会社日吉（ひよし）は、滋賀県近江八幡市にある環境関連の事業を展開している企業。90以上の事業許認可、約220種延べ2,000以上の資格を有する。

## 沿革
1955年（昭和30年）3月25日創業。1958年（昭和33年）12月23日に有限会社日吉更生社を設立。1994年（平成6年）10月に現在の株式会社日吉に改組。

## 主な業務内容
- 測定・分析
  - 水質・大気・土壌・騒音・振動・悪臭といった環境計量事業、食品（添加物、残留農薬、カドミウムなど）、ペットフード、シックハウス、温泉成分まで、幅広い測定・分析を行っている。時代のニーズに応じ、ダイオキシン、アスベスト、PFAS、環境DNAなど常に新しい分析に取り組んでいる。
- 施設管理
  - 上下水道・排水処理施設や廃棄物処理場の維持管理、一般建築物の衛生管理・清掃業務など。琵琶湖に流れ込む下水の処理を日々行っている事業者であり、琵琶湖の水質保全のために様々な取り組みを行っている。
- 薬品販売
  - 各種排水や排出ガスを処理するための薬品・劇物や融雪剤、農薬などを取り扱っている。苛性ソーダ（水酸化ナトリウム）、高分子凝集剤、PAC(ポリ塩化アルミニウム）、硫酸バンド（硫酸アルミニウム）、ポリ硫酸第二鉄、塩化第二鉄など。
- 環境保全
  - 近江八幡市周辺の一般廃棄物（ごみ・し尿・浄化槽汚泥）の収集事業、産業廃棄物の収集運搬処理、道路清掃、下水道管の保守管理などを行っている。

## 社会貢献
先述のとおり、ゴミ収集などで地域環境の保全に関わっているほか、滋賀県内の環境教育や地域環境美化運動への積極的な参加、特殊車両（ごみ収集車、給水車）の災害時派遣を行っている。また、海外技術研修生の受け入れや環境技術者の海外派遣も行っている。